# Dobrzyń nad Wisłą
Dobrzyń nad Wisłą – miasto w Polsce położone w województwie kujawsko-pomorskim, w powiecie lipnowskim, siedziba władz miejsko-wiejskiej gminy Dobrzyń nad Wisłą. Położone nad rzeką Wisłą nieco powyżej Włocławka, niedaleko Zbiornika Włocławskiego (zwanego też Jeziorem Włocławskim). W latach 1975–1998 miasto administracyjnie należało do województwa włocławskiego.
Dobrzyń uzyskał lokację miejską przed 1239 rokiem. Był miastem królewskim Korony Królestwa Polskiego. Miejsce obrad sejmików elekcyjnych ziemi dobrzyńskiej od XVI wieku do pierwszej połowy XVIII wieku. Miasto rządowe Królestwa Kongresowego  położone było w 1827 roku w powiecie lipnowskim, obwodzie lipnowskim województwa płockiego.
Według danych GUS z 31 grudnia 2022 r. Dobrzyń nad Wisłą liczył 1984 mieszkańców.
15 sierpnia jest Świętem Miasta Dobrzynia nad Wisłą. Według legendy w Dobrzyniu nad Wisłą urodziła się Nawojka.

## Historia
Osadnictwo na terenie Góry Zamkowej istniało w X wieku. Pierwsza wzmianka o Dobrzyniu (jako Dobrin) pochodzi z roku 1065 i umieszczono ją w dokumencie nazywanym Falsyfikatem mogileńskim. W XI w. istniał tu gród kasztelański. W 1228 r. książę Konrad Mazowiecki wydał dokument, w którym przekazał Dobrzyń na siedzibę rycerzy zakonników zwanych braćmi dobrzyńskimi, mających za zadanie bronić Mazowsza przed plemionami pruskimi.

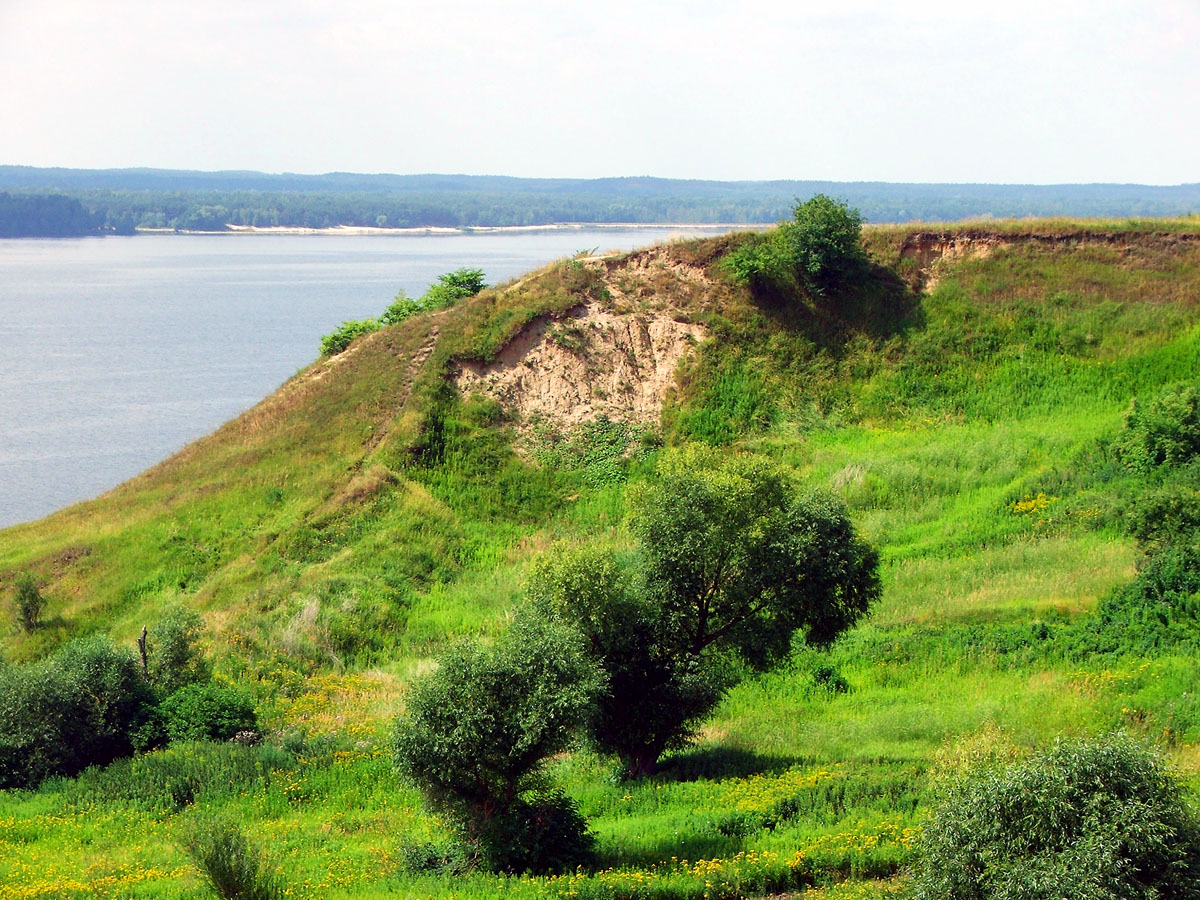
Skarpa nad jeziorem Włocławskim

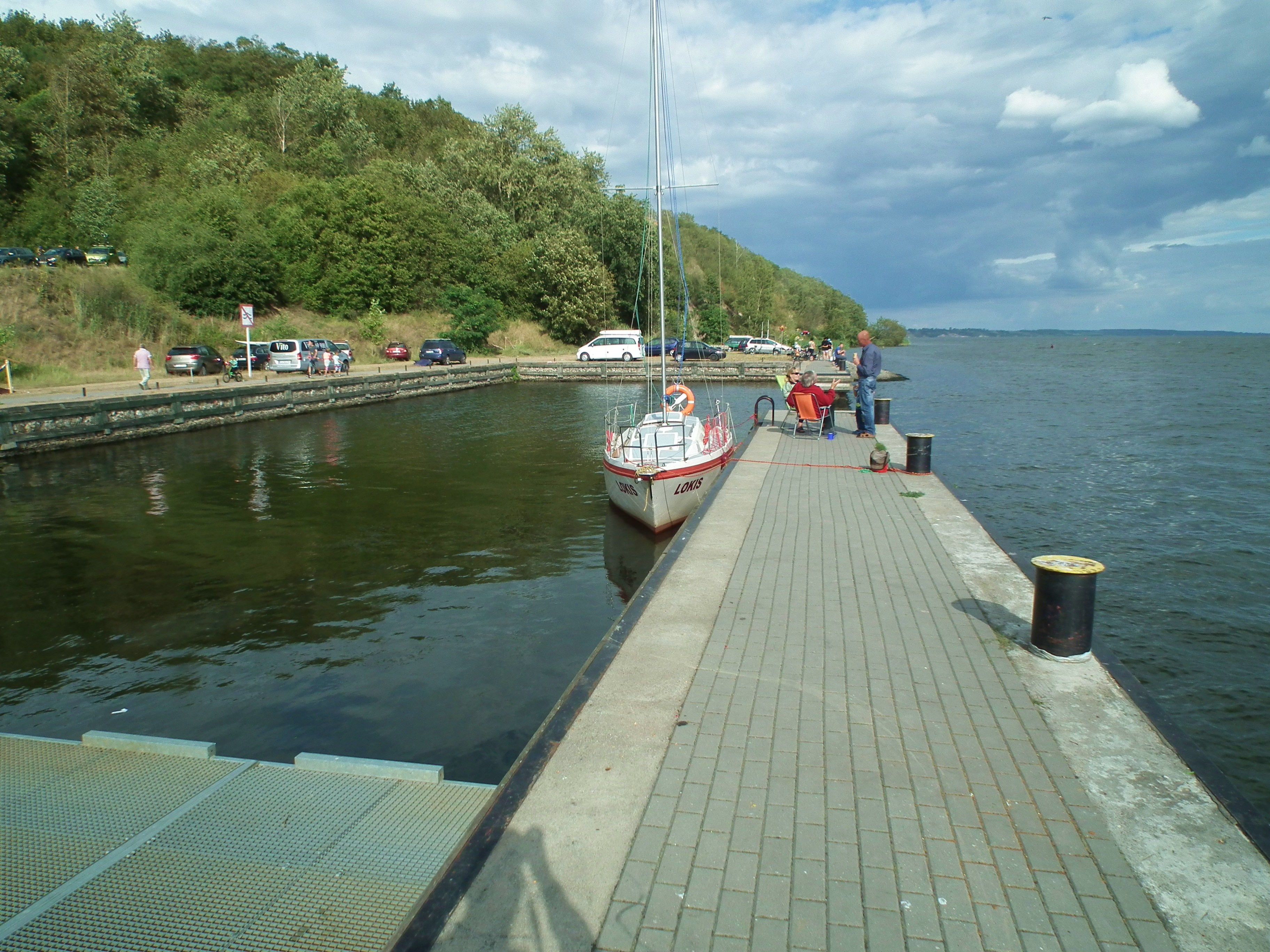
Marina

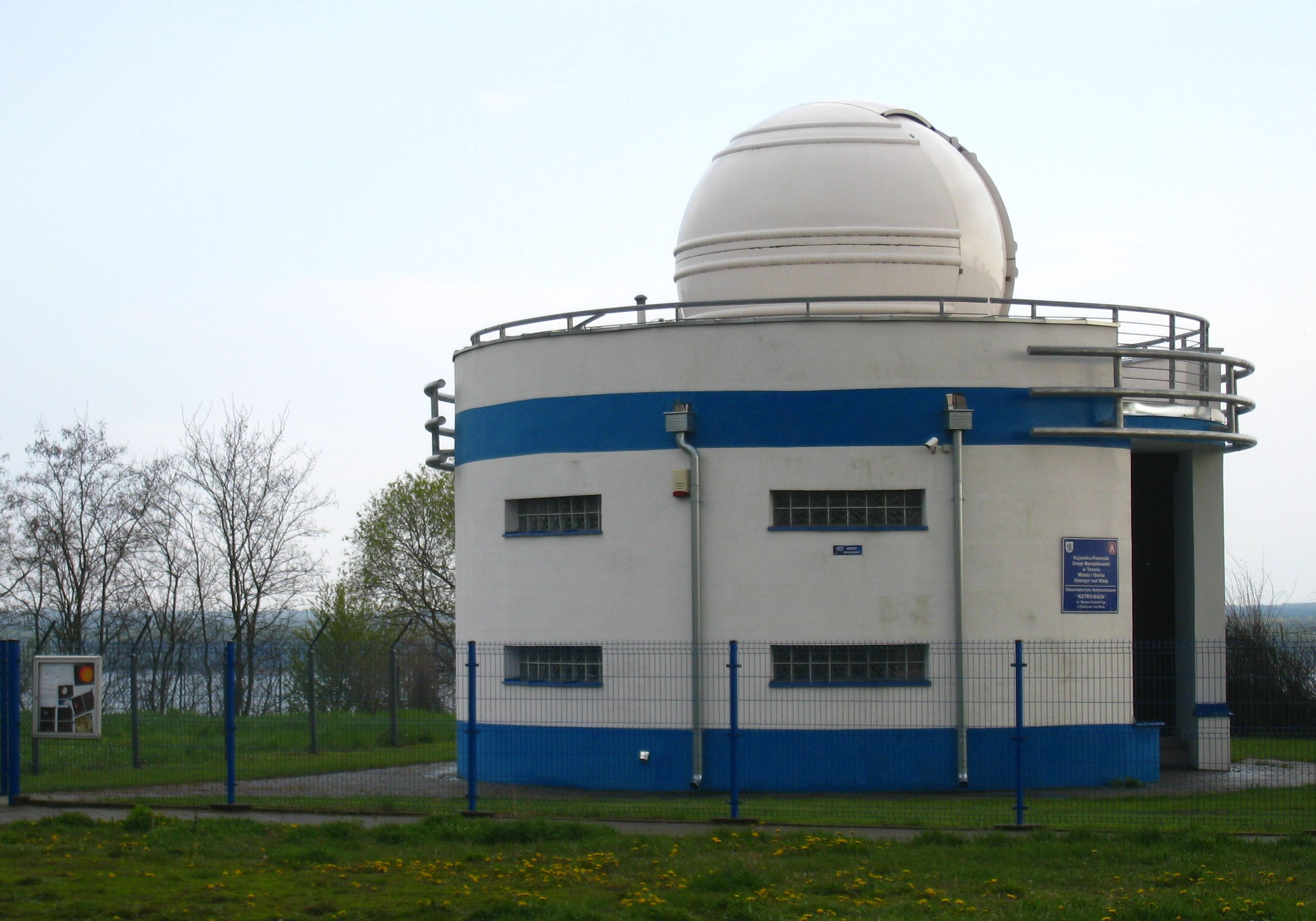
Astrobaza

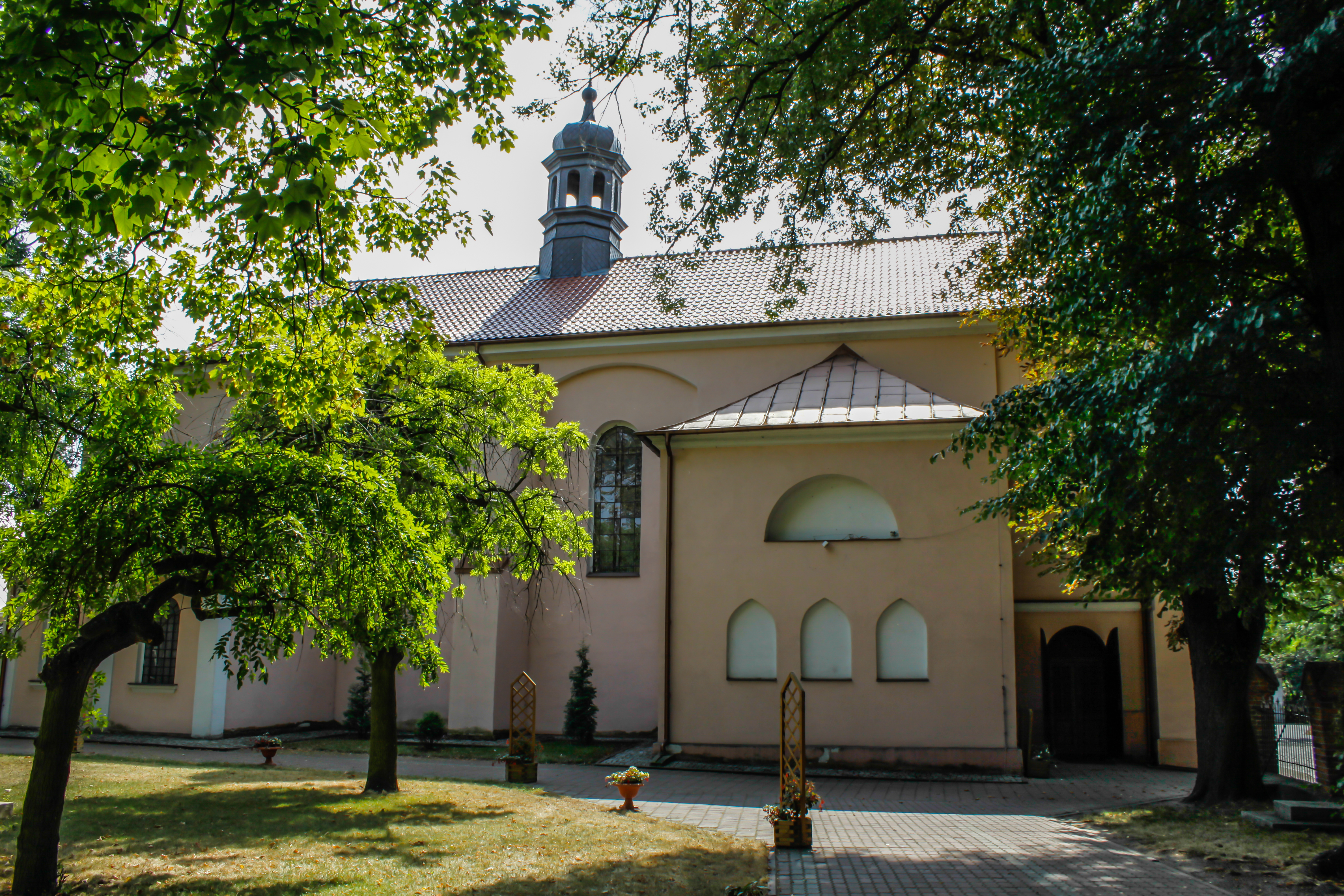
Kościół Wniebowzięcia Najświętszej Maryi Panny

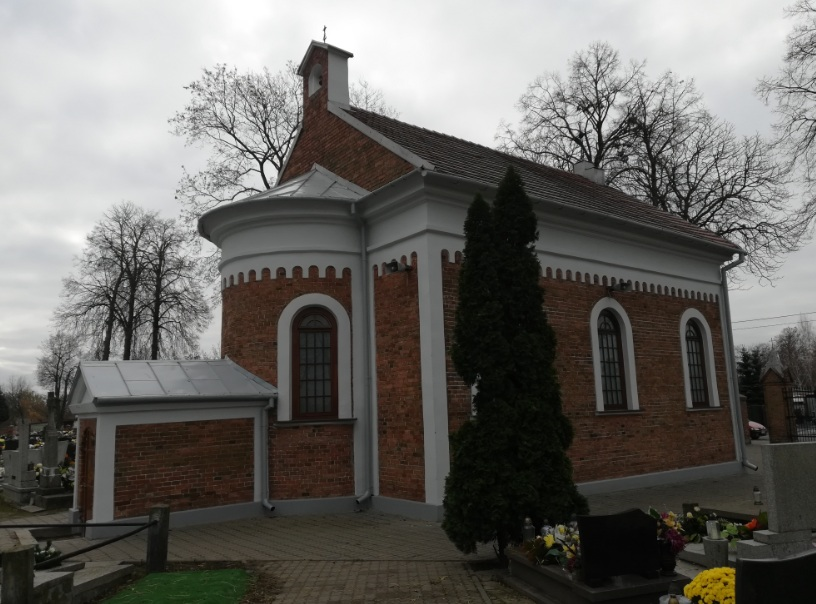
Dobrzyń nad Wisłą, kaplica św. Józefa (cmentarna) z 1888 r.

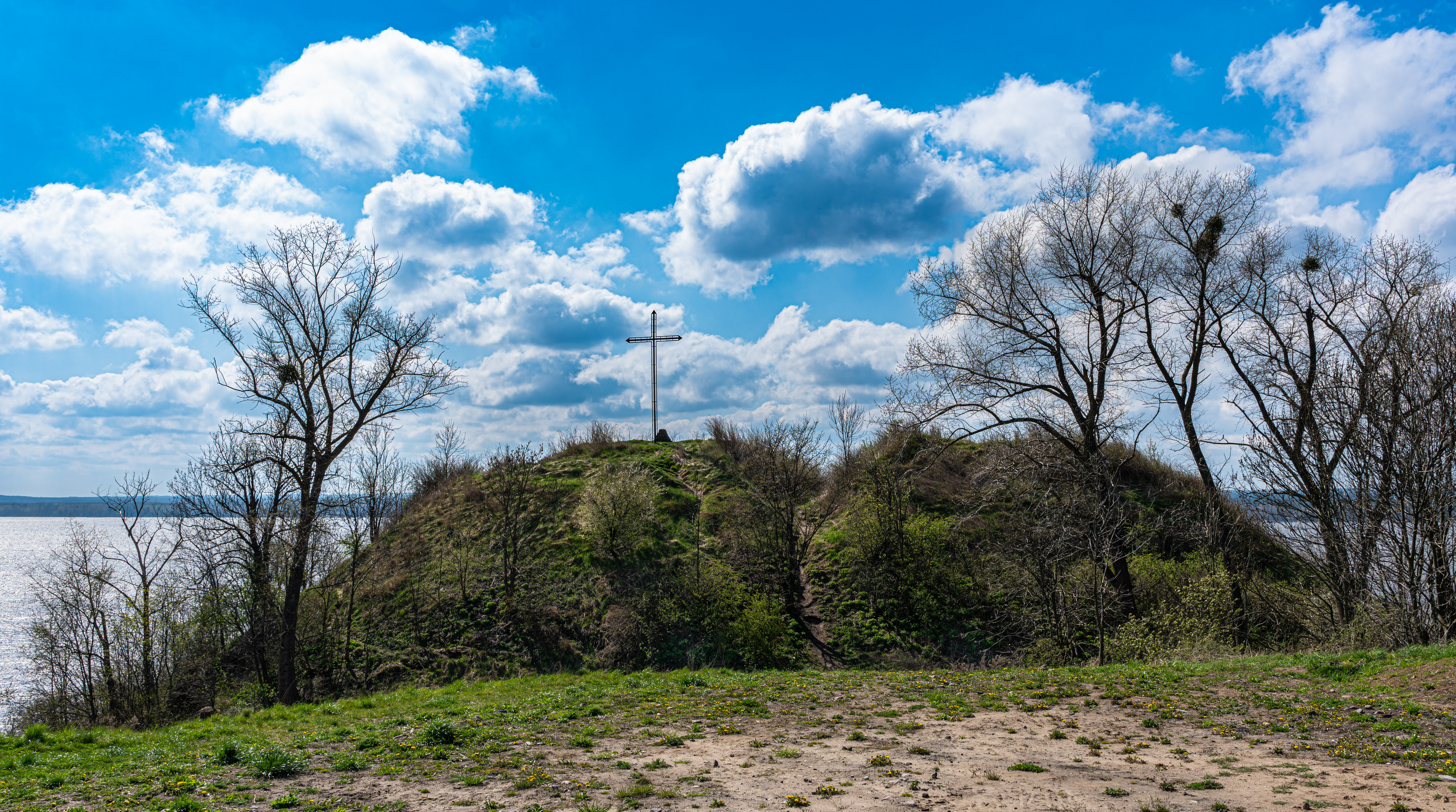
Góra Zamkowa

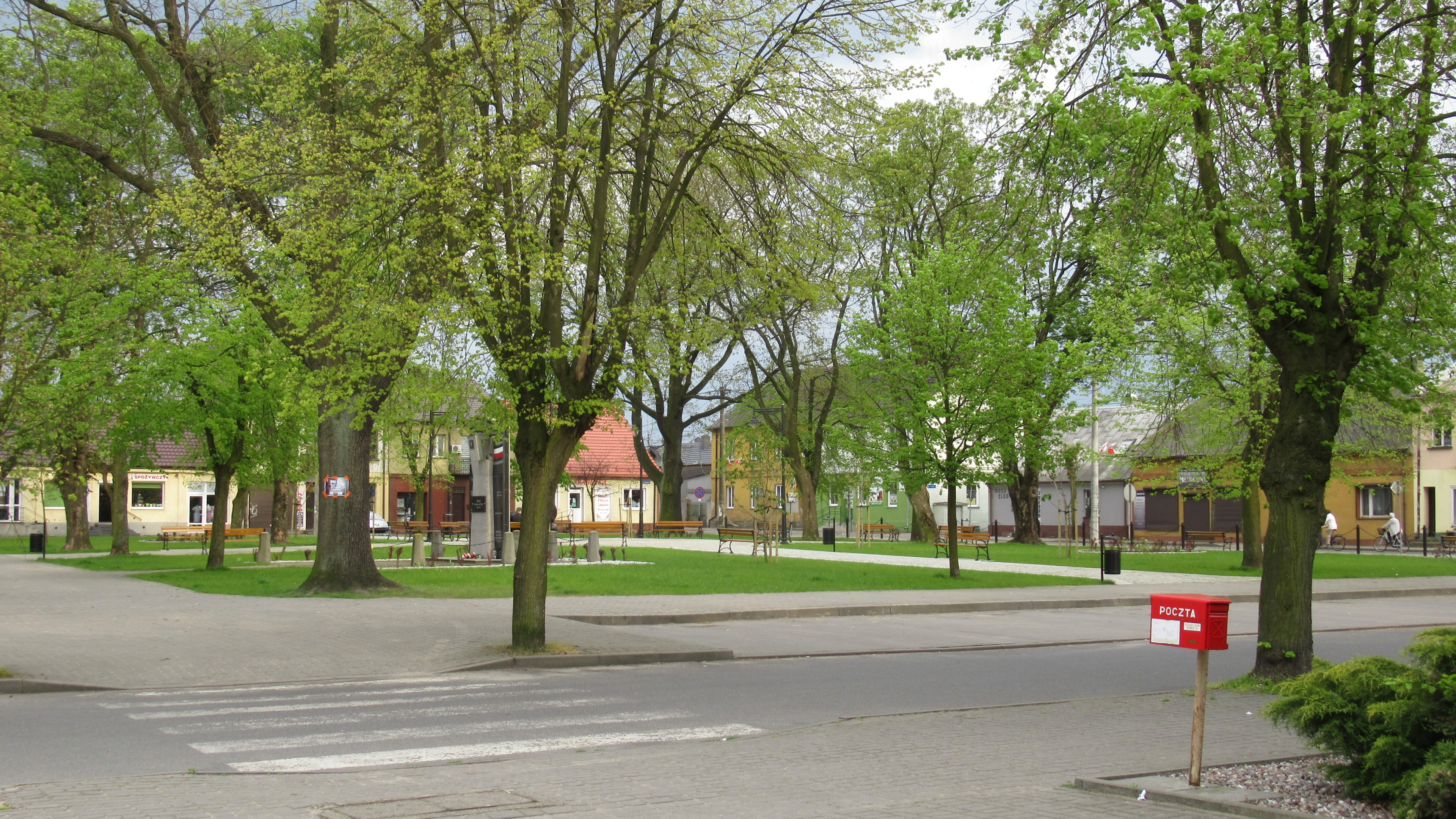
Rynek w Dobrzyniu nad Wisłą

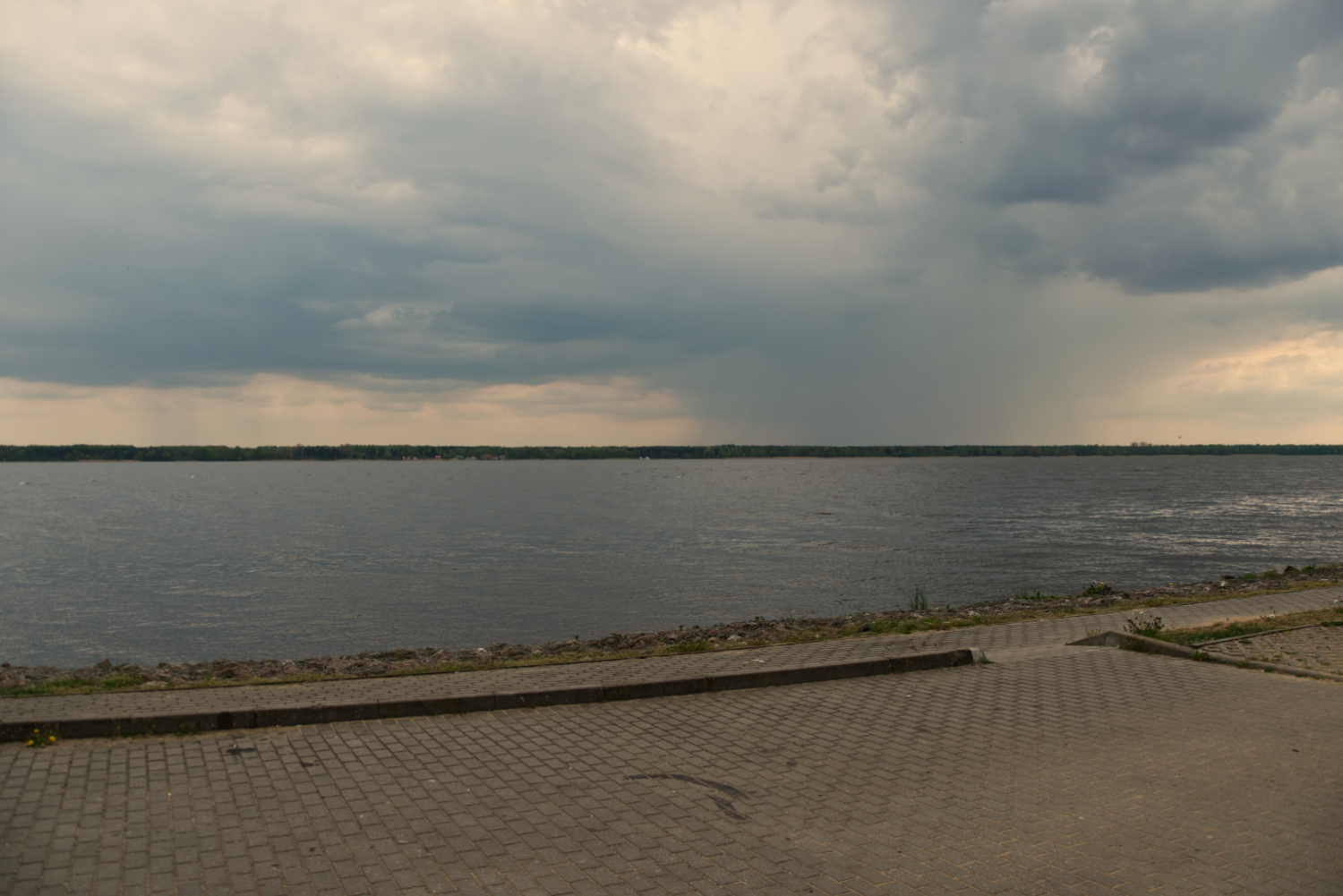
Wisła

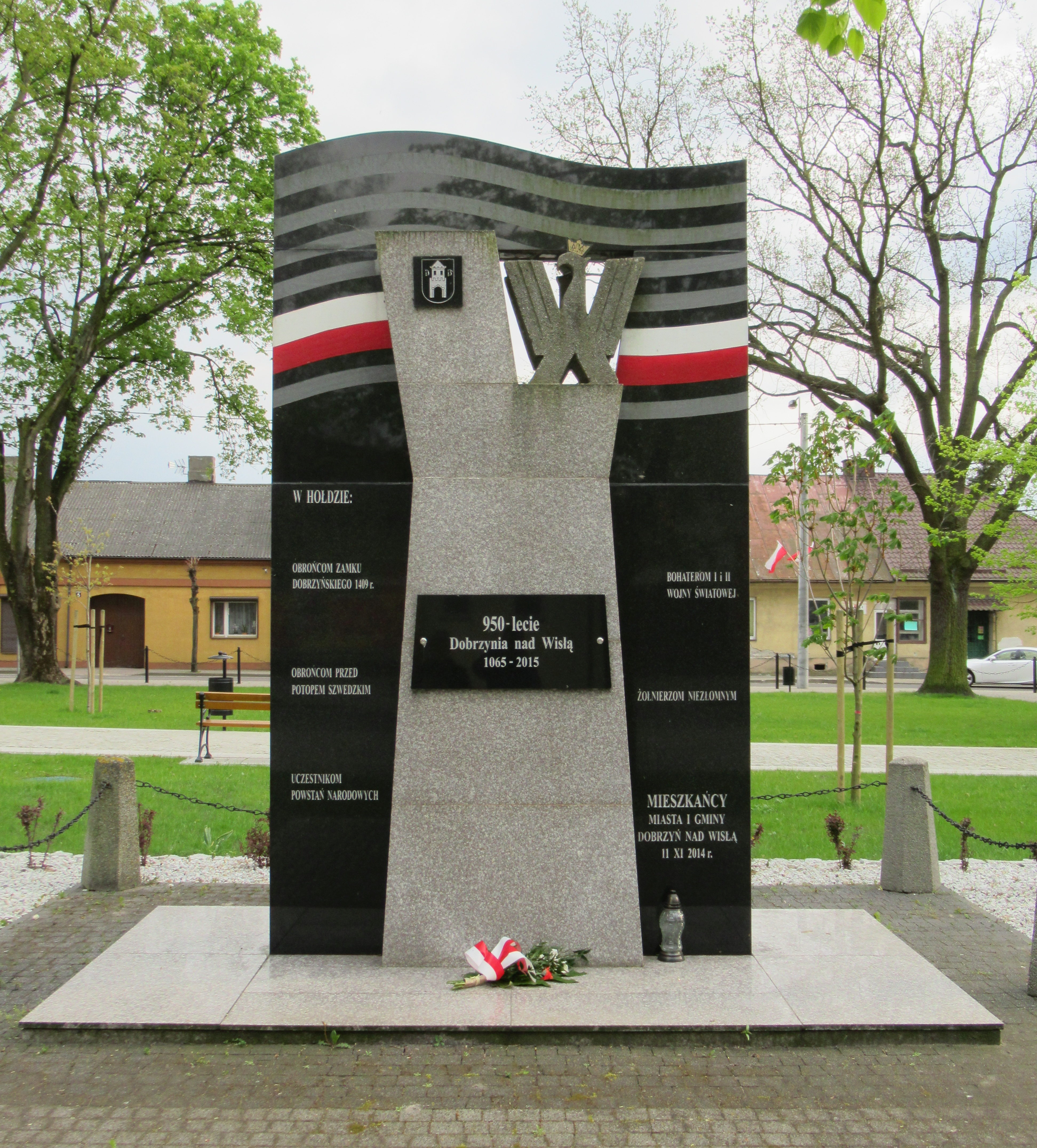
Pomnik na rynku

Miasto powstało przed rokiem 1230 prawdopodobnie na prawie lubeckim z inspiracji zakonu braci dobrzyńskich, władających tym terytorium przed Krzyżakami, gdyż w 1230 r. pojawił się Wojciech, sołtys z nieokreślonej miejscowości, identyfikowanej w literaturze z Dobrzyniem. Krzyżacy jako władcy ziemi dobrzyńskiej przed rokiem 1235 nadali mieszczanom dobrzyńskim bliżej nieokreślone prawa, dotychczas nieznane w tej dzielnicy. Późniejsze źródła informują o funkcjonowaniu miasta na prawie niemieckim. W 1239 r. pojawił się sołtys dobrzyński Konrad. W kopii dokumentu, z błędną datą roku 1296, figuruje sołtys dobrzyński Gocwin, lecz została ona sprostowana na rok 1306. W 1248 roku, kiedy bezpotomnie zmarł Bolesław mazowiecki, Kazimierz I kujawski zajął Dobrzyń. W 1287 roku na ziemię dobrzyńską najechali Litwini, którzy pojmali 3 tys. ludzi i być może zniszczyli gród w Dobrzyniu. Na jakiś czas przed rokiem 1319 sołtysi dobrzyńscy przemienili się w wójtów. W 1322 r. wzmiankowany jest wójt dobrzyński Lemko. W 1287 roku książę Siemowit odziedziczył ziemię dobrzyńską i niedługo później zaczął tytułować się księciem dobrzyńskim. Od 1312 roku księciem dobrzyńskim był jego syn Włodko Garbaty.
14 września 1323 r. Litwini spalili miasto, a wielu mieszkańców zginęło bądź dostało się do niewoli (Piotr z Dusburga podaje, że nawet 2000 osób). Miasto przez długi czas nie podźwignęło się z ruin, chociaż nie utraciło praw miejskich.
W czasie najazdu krzyżackiego i walk o gród w Dobrzyniu w marcu 1329 zginął wójt dobrzyński, trafiony kamieniem wyrzuconym z machiny oblężniczej. W końcu XIII i na początku XIV w. (lata 1288–1327 i 1343–1352) była to siedziba udzielnych książąt dobrzyńskich (od 1306 r. pod zwierzchnictwem Królestwa Polskiego). W 1327 r. Dobrzyń został włączony przez Władysława Łokietka do Królestwa Polskiego.
W marcu 1329 r. Krzyżacy po oblężeniu opanowali zamek w Dobrzyniu i w 1330 r. osadzili w nim komtura. Urząd komtura Zakonu w zdobytym Dobrzyniu istniał od kwietnia 1329 co najmniej do kwietnia 1332 r., prawdopodobnie zaś zanikł między listopadem 1335 a grudniem 1337 r. na rzecz urzędu wójta. Zarządowi tego komtura podlegała cała ziemia dobrzyńska. Kolejni komturzy tego terytorium to: Kerstan von Kolne (1329) i Jan (1329—1332). Po pokoju w Kaliszu między Kazimierzem Wielkim i Krzyżakami, Dobrzyń nad Wisłą wrócił pod zwierzchnictwo Polski. W 1352 r. zmarł książę Włodko Garbaty w związku z czym Kazimierz Wielki wcielił Dobrzyń do Królestwa Polskiego. W 1370 roku Kazimierz Wielki podarował Dobrzyń Kaźkowi Słupskiemu, księciu szczecińskiemu, po śmierci którego w 1377 roku zarządzała Dobrzyniem wdowa po Kaźku, księżna Małgorzata mazowiecka. Krótka reaktywacja księstwa nastąpiła w latach 1379–1391 pod rządami księcia opolskiego Władysława Opolczyka, który otrzymał Dobrzyń w lenno od polskiego króla Ludwika Węgierskiego.
Zapewne około 1388 r. w mieście założono klasztor franciszkański. W 1390 roku Władysław Opolczyk nadał im pewne grunta, a w 1395 roku Wojciech z Chełmicy Małej herbu Nałęcz z rodziną nadał zakonnikom 60 grzywien na budowę klasztornego kościoła. Za ciemiężenie poddanych władzę nad Dobrzyniem odebrał Opolczykowi Władysław Jagiełło, w związku z czym Władysław Opolczyk oddał prawa do Dobrzynia w zastaw Krzyżakom za 40 tys. florenów. Spowodowało to konflikt prawny między Polską i zakonem krzyżackim, ponieważ Opolczyk dokonał felonii, czyli złamania obowiązków wasala. Wkrótce Krzyżacy opanowali Dobrzyń. W dniu 10 czerwca 1405 r. Dobrzyń został wykupiony przez Polskę. Po wybuchu wielkiej wojny zamek w Dobrzyniu został 20 sierpnia 1409 r. zdobyty przez Krzyżaków przy użyciu artylerii. Miasto zostało spalone, a dowodzący obroną starosta Jan Chełmicki z Płomian ścięty przez Krzyżaków.
Do Polski Dobrzyń został przyłączony ostatecznie na mocy I pokoju toruńskiego w 1411 r. W granicach Polski stał się jednym z trzech miast w ziemi dobrzyńskiej, w których zorganizowano sąd ziemski (przetrwał on do końca I Rzeczypospolitej). W 1657 roku zamek i miasto zostały spalone przez wojska szwedzkie. Zniszczenia były tak wielkie, że po potopie szwedzkim, miasto już nie odzyskało swojego znaczenia. Przed potopem miasto liczyło 600 domów, a wg lustracji z 1661 roku w Dobrzyniu było tylko 30 zamieszkałych domów.
W 1807 r. Dobrzyń został włączony do Księstwa Warszawskiego.
Niemcy podczas okupacji zmienili nazwę miasta na niem. Dobrin an der Weichsel (1939–1945). W trakcie okupacji niemieckiej zostali zamordowani 17 grudnia 1944 roku przez żandarmerię niemiecką Bronisław Krzeszewski, Ignacy Mync i Kazimierz Mync.
Obecnie jest lokalnym ośrodkiem handlowo-usługowym z nielicznymi zakładami przemysłowymi (zakład obuwniczy, spółdzielnia rybacka, rzeźnia).

## Zabytki
- Fragment ruin kościoła św. Krzyża i św. Szczepana przy ulicy Farnej, wzniesionego w końcu XIII wieku, a zniszczonego przez Szwedów w 1657 r. Odbudowany jako kościół murowany i pełniący funkcję kościoła parafialnego. Wewnątrz kościoła znajdowało się sześć drewnianych ołtarzy i jeden murowany poświęcony Matce Boskiej Szkaplerznej. Ołtarz główny był natomiast poświęcony św. Szczepanowi. Poza tym wiadomo o dużym krzyżu w centralnej części kościoła i sześciogłosowych organach. Przy kościele wybudowano murowaną dzwonnicę z dwoma dzwonami. 15 kwietnia 1767[17] roku kościół spłonął i nie został już odbudowany. W 1805 roku jego ruiny zostały sprzedane budowniczym dworu w Leniach Wielkich.
- Kościół parafialny pofranciszkański Wniebowzięcia NMP zbudowany po 1436 roku, na miejscu starszego z XIII wieku. Odbudowany z ruiny w 1635 roku. W 1707 roku przebudowany. W 1836 roku rozbudowany w kierunku zachodnim[16]. Ostatnia przebudowa w 1902 roku. Wyposażenie głównie barokowe. Fasada zachodnia w stylu neoromańskim. Ołtarz główny z początku XIX w. klasycystyczny, przeniesiony z Zakroczymia. Na uwagę zasługuje kaplica św. Walentego, krucyfiks barokowy z XVIII wieku i marmurowa płyta nagrobna generała wojsk polskich Damazego Mioduskiego.
- Trójskrzydłowy klasztor pofranciszkański z końca XVIII wieku, przylegający do kościoła NMP i posiadający z nim wspólny wirydarz.
- Grodzisko zwane „Górą Zamkową”. Gród funkcjonował w tym miejscu od XI wieku[7]. W 1228 roku Konrad Mazowiecki nadał gród na siedzibę braciom dobrzyńskim[18], z których część po 1235 roku przyłączyła się do Krzyżaków, a część do templariuszy. W 1235 roku gród wrócił w ręce książąt mazowieckich. W latach 1329 zajęty przez Krzyżaków[11]. Krzyżacy zwrócili Dobrzyń królowi Kazimierzowi Wielkiemu po podpisaniu pokoju kaliskiego w 1343 roku. Następnie od 1380 roku Dobrzyń był lennem Władysława Opolczyka, który w roku 1392 oddał go w zastaw Krzyżakom. Dzięki wykupowi zastawu w 1405 roku ponownie w rękach polskich. Po wybuchu wielkiej wojny oblężony i spalony w dniu 18 sierpnia 1409 roku przez Krzyżaków[19][20].  Osobny artykuł: Zamek w Dobrzyniu nad Wisłą.
- Układ urbanistyczny wraz z prostokątnym Rynkiem.
- Budynki mieszkalne i użyteczności publicznej, głównie z XIX wieku. Najstarszy dom mieszkalny przy ulicy Słowackiego.
- Dom przy ul. Franciszkańskiej 2 z pocz. XIX wieku
- Kaplica cmentarna pw. św. Józefa z 1888 roku
- Wzniesiony w latach 40. XX wieku jeden z pierwszych w Polsce budynków z blachy falistej  znajdujący się przy ulicy Bolesława Chrobrego, prześmiewczo zwany przez mieszkańców miasta "Dojo Wszechstronnego Mistrza"[21].

## Szlaki turystyczne
Przez miasto przebiega:
- Wiślana Trasa Rowerowa

## Edukacja
W mieście znajduje się:
- Szkoła Podstawowa im. Marii Konopnickiej
- Zespół Szkół im. Związku Młodzieży Wiejskiej

Działa tutaj również przyszkolne obserwatorium astronomiczne zrealizowana w ramach projektu Astrobaza Kopernik.

## Demografia
Według danych z 30 czerwca 2007 r. miasto miało 2246 mieszkańców. Według danych z 31 grudnia 2022 r. ich liczba spadła do 1984.

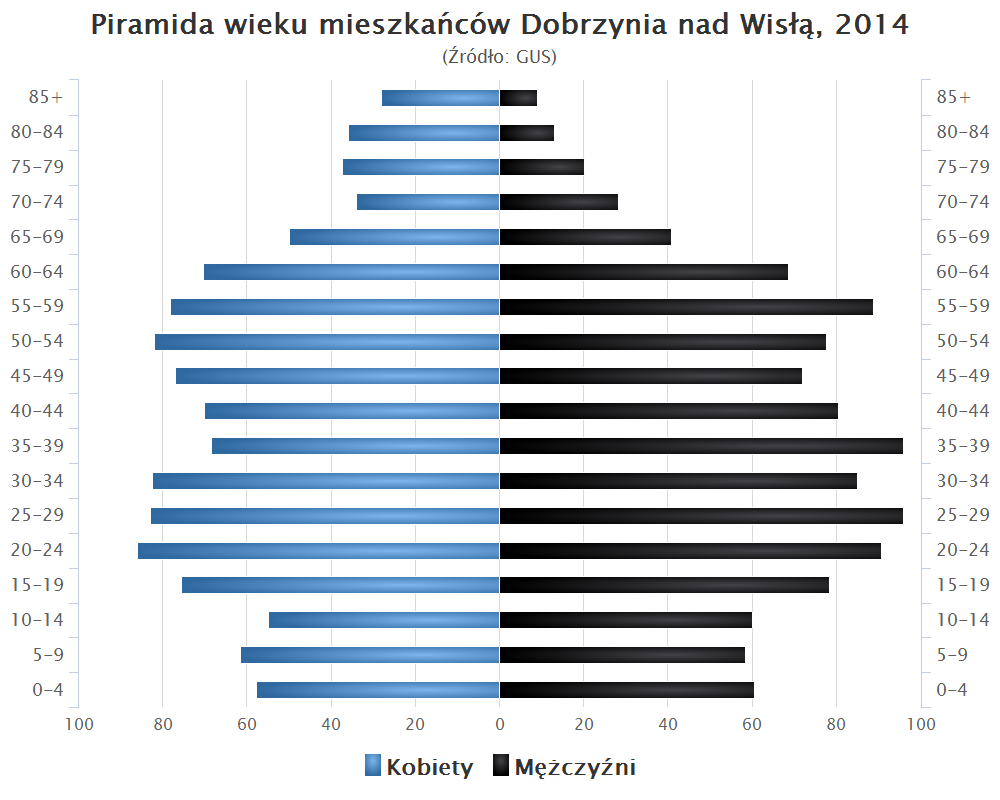
Piramida wieku mieszkańców Dobrzynia nad Wisłą w 2014 roku